# リュイ・ブラース (メンデルスゾーン)
序曲『リュイ・ブラース』（Ruy Blas）作品95は、フェリックス・メンデルスゾーンが作曲した序曲。『ルイ・ブラス』と表記されることが多い。フランスの作家ヴィクトル・ユゴーの同名戯曲『リュイ・ブラース』の上演のために作曲された。

## 概要
1839年、ユゴーの『リュイ・ブラース』がライプツィヒで慈善興行される際に、俳優養老年金委員会からの依頼で作曲され、3日間で書き上げたという。メンデルスゾーンは戯曲の内容があまり気に入らず、また依頼者の態度があまりにも不快であったため、反抗心から短期間で書き上げたともいわれている。初演は同年3月11日に上記の『リュイ・ブラース』上演に際して行われ、10日後の3月21日、作曲者指揮のライプツィヒ・ゲヴァントハウス管弦楽団により演奏会で披露された。
なお、メンデルスゾーンは、内容が気に入らなかったにもかかわらず、この戯曲を基にしたオペラを作曲しようと着手したが未完成に終わり、その一部が死後に『3つの二重唱曲』作品77の第3曲として出版された。

## 編成
フルート2、オーボエ2、クラリネット2、ファゴット2、ホルン4、トランペット2、トロンボーン3、ティンパニ、弦五部

## 構成
レント－アレグロ・モルト ハ短調－ハ長調
冒頭の管楽器によるコラールが、3つの主題を持つ快速な部分と何度も対照される形で構成されている。劇的な音楽が展開された後、ハ長調に転じて華やかに終結する。演奏時間は約8分。